# Genética del paisaje

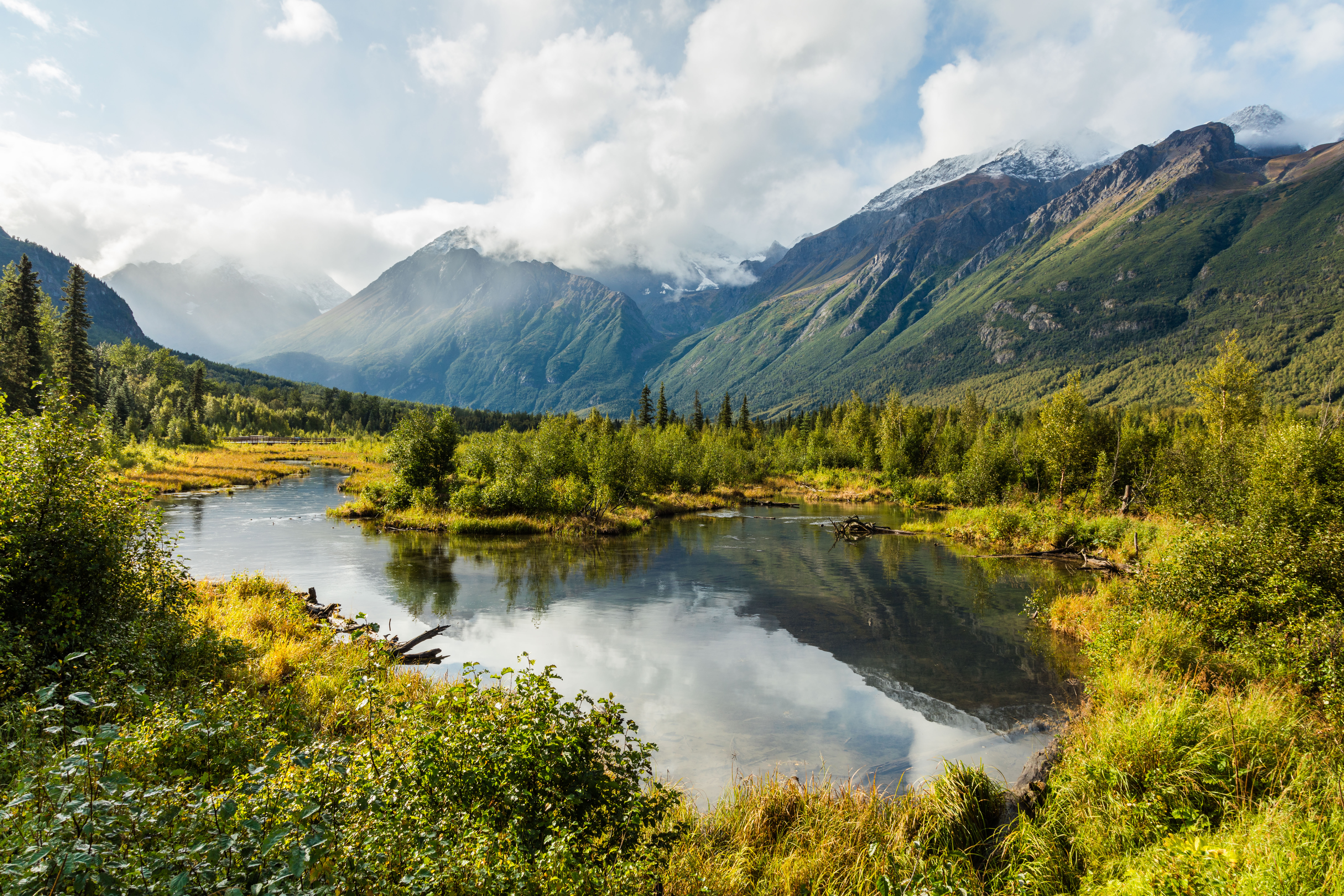
Los ríos y las montañas pueden actuar de barreras a dispersión, impidiendo flujo de gen entre poblaciones.

La genética del paisaje es la disciplina científica interdisciplinaria, perteneciente al ámbito de la ecología molecular que combina la genética de poblaciones, ecología del paisaje y el análisis geoestadístico/geoespacial. En términos generales abarca cualquier estudio que analiza plantas o animales con datos genético conjuntamente con datos espaciales en las características de paisaje y calidad matricial de factores ambientales donde habitan las poblaciones. Esto deja para el análisis de procesos microevolutivos que afectan la especie a la luz de patrones espaciales del paisaje, proporcionando una vista más realista de cómo las poblaciones interaccionan con sus entornos. Intentos de genética del paisaje para determinar qué características de paisaje son barreras de dispersión y flujo de genes, cómo cambios antrópicos del paisaje inducido afectan la evolución de poblaciones, la dinámica fuente-sumidero de una población dada, y cómo enfermedades o especies invasoras extendida a través de paisajes.
La genética del paisaje difiere de campos como la biogeografía o la filogeografía ya que proporciona información más fina en resolución temporal y espacial (p. ej., en el nivel de variación genética individual dentro de una población). Porque centra encima individuo de muestreo, la genética del paisaje tiene la ventaja de no teniendo que definir subjetivamente poblaciones discretas con anterioridad a análisis. Las herramientas genéticas suelen detectar diferencias genéticas repentinas entre individuo dentro de una población y las herramientas estadísticas suelen correlacionar estas discontinuidades genéticas con paisaje y características medioambientales.
Los resultados de estudios de genética del paisaje haber potencialmente aplicaciones importantes a biología de conservación y prácticas de manejo del recurso tierra.

## Historia
La genética del paisaje emergió como disciplina propia después del artículo seminal titulado "Landscape genetics: combining landscape ecology and population genetics" (Genética de Paisaje: Combinando ecología de paisaje y genética de población) por Manel et al. Aparecido en la revista Trends in Ecology and Evolution en 2003. Según aquel artículo, el concepto que patrones de paisaje afectan cómo los organismos están distribuidos data atrás a los siglos XVIII y XIX en las escrituras de Augustin Pyramus de Candolle y Alfred Russel Wallace. El campo moderno es interdisciplinario e integra no sólo la genética de poblaciones y la ecología de paisaje, pero también el campo de estadística espacial. Cuando de 2008, encima 655 artículos habían sido publicados en el campo en una variedad de genéticas y revistas ecológicas.

Mapa del Corredor Biológico del lago McArthur en Idaho del norte, Estados Unidos. Enlaza a áreas desiertas.

## Avances y aplicaciones
La genética del paisaje ha adelantado la teoría ecológica y evolutiva facilitando el entendimiento de cómo el flujo génico y la adaptación ocurren en paisajes heterogéneos reales. También ha permitido la valoración de conectividad funcional a través de paisajes. Dilucidando características del paisaje que actúan como barreras o facilitadores de dispersión puede informar la construcción o preservación de corredores biológicos que conecta paisajes fragmentados. La genética de paisaje también puede ayudar pronosticar cómo las enfermedades extenderán a través de un paisaje o cómo acciones de administración propuesta afectarán poblaciones. Finalmente, la genética de paisaje puede ayudar pronosticar qué bien las poblaciones silvestres se adaptarán al cambio climático.

## Métodos

### Marcadores genéticos
Marcadores moleculares de diversidad genética como ADN microsatélites, ADN mitocondrial, polimorfismos de longitud de fragmento amplificados, y alozimas han sido probados en individuos aleatorios de una especie particular a través de un paisaje. Estos marcadores suelen determinar el genotipo (maquillaje genético) de los individuos muestreados.

### Paisaje y características medioambientales
Las características del paisaje incluyen: composición de paisaje (abundancia y variedad de tipos de parches de recursos), configuración de paisaje (cómo estos parches están arreglados espacialmente), y la calidad de matriz (el espacio en un paisaje entre parches de recursos de hábitat para una especie dada). Topografía, altitud, tipos de hábitat, y las barreras potenciales como ríos o carretera son ejemplos de variables de paisaje.

### Herramientas estadísticas

#### Identificando patrones genéticos
Varias herramientas estadísticas están siendo utilizadas para identificar los patrones genéticos de los marcadores genéticos colectados. Métodos que agrupan a individuos en subpoblaciones basados en distancia o diferenciación genéticas, tal como el índice de fijación (FST) y métodos de asignación bayesiana, es a menudo utilizó. Aun así, dado que a veces los individuos se distribuyen más equitativamente que espacialmente agrupados a través de un paisaje, estos métodos están limitados y los métodos alternativos están siendo desarrolló.

#### Correlacionando patrones genéticos a paisaje
Herramientas estadísticas como la prueba de Mantel o la prueba parcial de Mantel es generalmente utilizada a correlacionar patrones genéticos con las características del paisaje. Modelos de regresión lineal y técnicas de ordenación son también comunes. Los Sistemas de información geográfica (GIS) pueden visualizar patrones genéticos a través del espacio graficando datos genéticos en un mapa del paisaje.

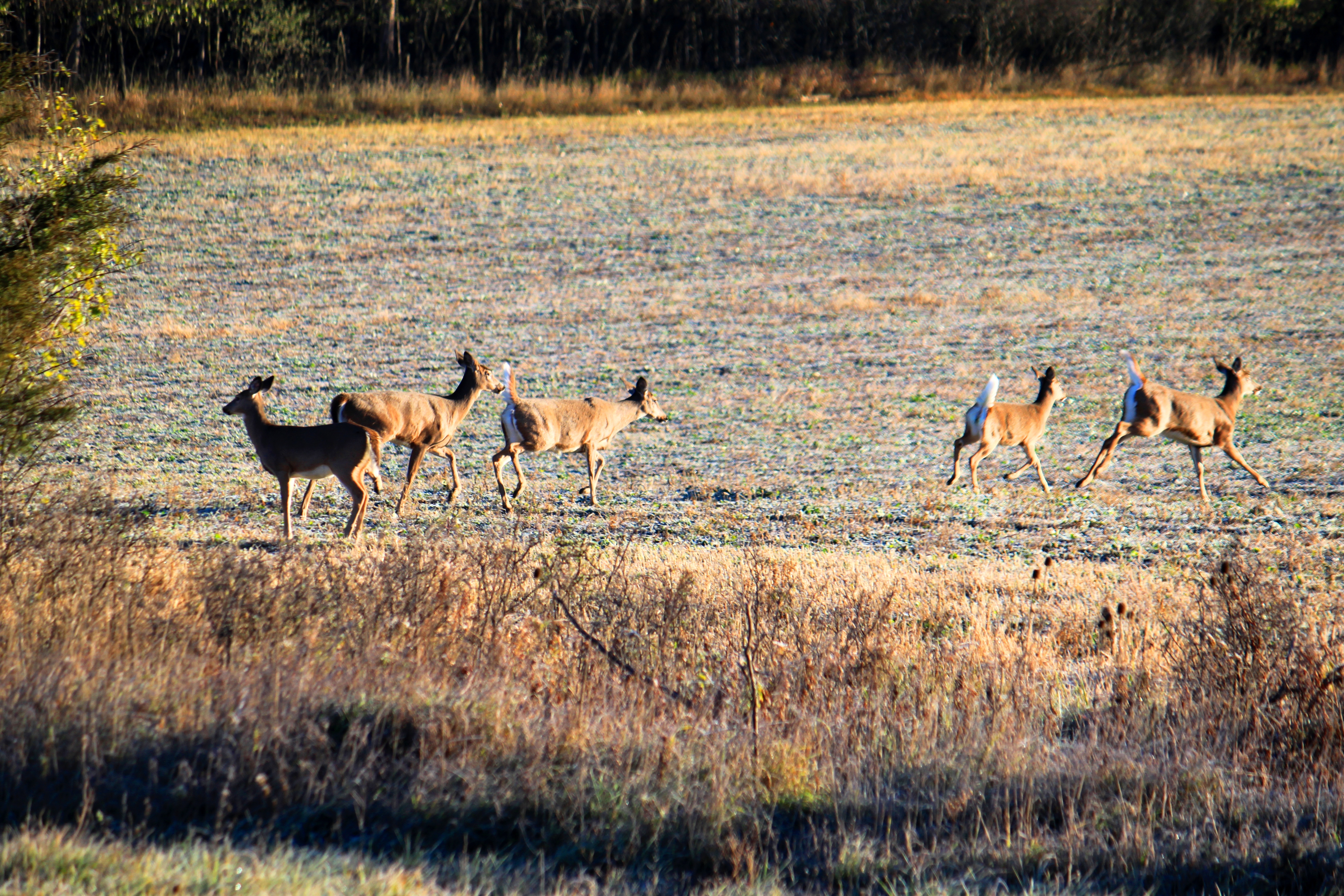
Ciervo de cola blanca

## Ejemplo
Un estudio publicado en 2012 analizó la genética del paisaje de ciervo de cola blanca en Wisconsin e Illinois. Extrajeron ADN de los nodos de linfa de 2069 ciervos cinegéticos a través de 64 townships. Quince microsatélites los marcadores estuvieron utilizados para genotipificar. Una prueba de asignación de población bayesiana no encontró distinción de subpoblaciones basada en datos genéticos. Los correlogramas solían dilucidar escalas finas de estructura social, y se encontró masa forestal y vecindarios genéticos fragmentados teniendo más relación genética entre ciervos individuales. Análisis de componentes principales espaciales solían dilucidar conectividad de poblaciones de escala más ancha. Pruebas parciales de Mantel encontraron una correlación entre distancia genética y barreras geográficas, particularmente carreteras y ríos. Aun así, estos no fueron barreras absolutas y no dividió la población de ciervos en distintas subpoblaciones.
El hallazgo de conectividad genética alta entre ciervos muestreados tiene implicaciones en los objetivos poblacionales de gestión cinegética. El hallazgo de la conectividad genética alta también tiene implicaciones para la propagación de enfermedad del desgaste crónico entre ciervo. 

## Subdisciplinas

### Genética de paisajes marinos
La mayoría de estudios en genética del paisaje se han centrado en sistemas terrestres. La genética del paisaje marino toma prestado métodos de la genética del paisaje terrestre, pero les aplica a sistemas marinos, tomando en cuenta variables ambientales del paisaje marino como corrientes y temperatura del agua.

### Genómica de paisaje
La Genómica de paisaje también correlaciona datos genéticos con datos del paisaje, pero los datos genéticos provienen de múltiple loci (ubicaciones en un cromosoma) a través del genoma del organismo, como en genómica de poblaciones. La genética de paisaje típicamente mide menos de una docena de microsatélites en un organismo, mientras que la genómica de paisaje a menudo mide polimorfismos de nucleótido único en miles de loci. Esto deja para la identificación de valores atípicos de loci que puede estar bajo selección natural. La correlación a datos de paisaje deja para identificar de factores del paisaje que contribuyen a la adaptación genética. Este campo está creciendo debido a los avances en técnicas de secuenciación de próxima generación.

## Dificultades
Como un campo interdisciplinario nuevo y creciente campo sin buenas prácticas explícitamente identificadas, ha sido sujeta a un número de defectos en ambos diseño de estudio e interpretación. Una publicación del 2016 identificó cuatro dificultades comunes de búsqueda de genética del paisaje que tendría que ser apuntado para corrección. Estos incluyen suponer flujo de gen es siempre ventajoso, resultados sobre generalizados, encima, fallando para considerar otros procesos que afecta la estructura genética poblacional, y confunde métodos cuantitativos para diseño de estudio robusto. En particular, los autores han sido animados para informar su diseño de muestreo, reproducibilidad de datos moleculares, y detalles en el conjunto de dato espacial y los análisis espaciales que utilizaron. Porque los efectos de paisaje encima flujo de gen no es universal, barriendo las generalidades no pueden ser hechas, y los estudios especie-específicos concretos son necesarios.
Muchos de estas dificultades han resultado de la naturaleza interdisciplinaria de genética de paisaje, y podría ser evitado con una mejor colaboración entre especialistas en los campos de genética de población, ecología de paisaje, estadística espacial, y geografía.